# Грос-Немеров
Грос-Немеров (нем. Groß Nemerow) — община в Германии, в земле Мекленбург-Передняя Померания.
Входит в состав района Мекленбург-Штрелиц. Подчиняется управлению Штаргардер Ланд.  Население составляет 1205 человек (на 31 декабря 2010 года). Занимает площадь 21,01 км².